# Nederhagen
Het kasteel Nederhagen stond in het Nederlandse dorp Velp, provincie Gelderland. 

## Geschiedenis
Nederhagen zal oorspronkelijk als onderdeel van landgoed de Broekerhof een omgrachte weide - een zogenaamde ‘haag’ - voor het vee zijn geweest. Overdag werd het vee gehoed op andere velden of op de Veluwse heide, en de haag diende als veilig nachtverblijf. Rond 1450 was de haag kennelijk als nachtverblijf voor het vee in onbruik geraakt, want op het omgrachte terrein was inmiddels een versterkt huis gebouwd.
Het huis is eeuwenlang Haag of In den Haeghe genoemd. Pas in later tijden is het Nederhagen gaan heten, waarschijnlijk als tegenhanger van het even verderop gelegen kasteel Overhagen.

### Van Wisch
De oudst bekende eigenaars waren het geslacht Van Wisch. Zij hadden Nederhagen midden 15e eeuw in bezit. Begin 16e eeuw was Gijsbert van Wisch eigenaar van zowel Overhagen als Nederhagen. Gijsbert woonde met zijn onwettige vrouw Catharine van Wreeden en hun drie kinderen op Nederhagen. Toen hij overleed, erfden Catharine en hun twee zoons het kasteel Overhagen, terwijl hij Nederhagen naliet aan zijn dochter Agnes.

### Van der Hoevelinck
Agnes was getrouwd met Hendrik van der Hoevelinck, die daarmee eigenaar van Nederhagen werd. In 1530 werd Nederhagen in beslag genomen door hertog Karel van Gelre. Hij liet het enige jaren bewonen door Willem van Doornick. Kennelijk liet Karel ook veranderingen doorvoeren aan de omgeving, zoals de aanleg van een wildbaan, het afgraven van stukken land, het kappen van bomen en het neerzetten van nieuwe bebouwing. Nog voor zijn overlijden in 1538 gaf Karel het slot Nederhagen weer terug aan Hendrik van der Hoevelinck. Nadat Hendrik was overleden, kwam Nederhagen terecht bij zijn kinderen, die zich vervolgens beklaagden bij de Staten van Gelre en bij hertog Willem over de veranderingen die Karel had aangebracht. Het is niet bekend of ze ook daadwerkelijk een schadevergoeding hebben gekregen.

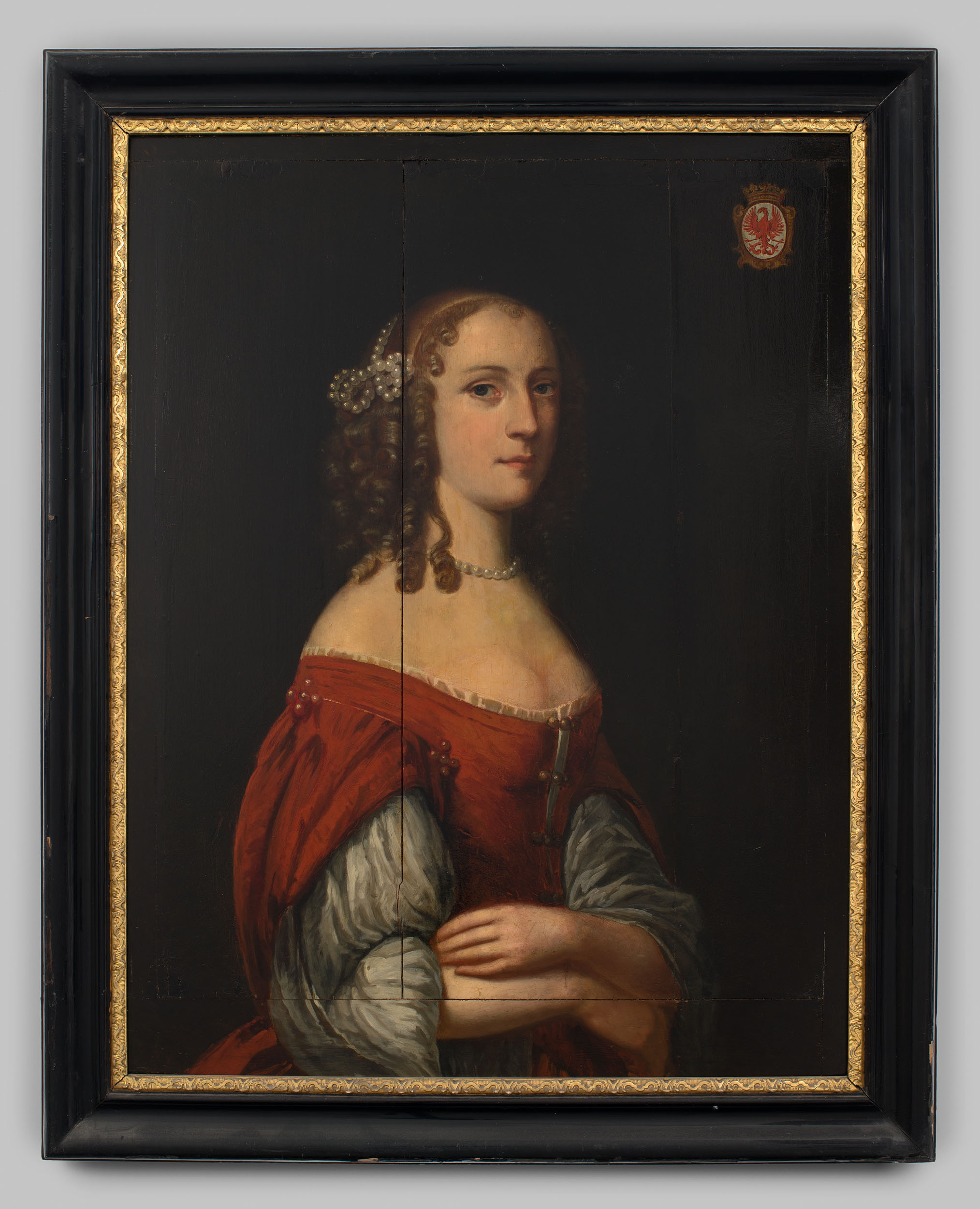
Hendrina van Arnhem, de laatste eigenaresse van Nederhagen

### Van Arnhem
In 1548 was Nederhagen in eigendom bij Johan van der Horst, de drost van Dinslaken. In 1595 kreeg Johanna van Boineburg het huis in bezit, als inlossing van een schuld. Nadat zij was getrouwd met Karel Vijgh van Zoelen, verkocht het echtpaar in 1608 het huis aan Paul van Arnhem. De laatste eigenaren waren Hendrina van Arnhem en haar man Alexander van Spaen van Biljoen. Zij trouwden in 1651 met elkaar en kochten tien jaar later kasteel Biljoen aan. Hierna lieten zij Nederhagen slopen.

## Beschrijving
Nederhagen was waarschijnlijk een woontoren, al dan niet met aanbouwen. Het uiterlijk van het kasteeltje is niet bekend. Er is een afbeelding bekend, maar het is niet duidelijk hoe betrouwbaar deze is.
Aan de oostzijde van Nederhagen stond al sinds de 15e eeuw de boerderij Elshof. Onbekend is welke relatie er was tussen Nederhagen en Elshof.

### Locatie
Het is niet geheel duidelijk waar Nederhagen nu precies heeft gestaan. Er zijn twee mogelijke locaties, beide ten noorden van kasteel Biljoen. In 1892 en 1957 kwamen kloostermoppen tevoorschijn nadat enkele bomen door een storm waren omgewaaid. De locatie direct ten zuiden van de overweg naast boerderij Elzenhof wordt als de meest waarschijnlijke kasteellocatie beschouwd.
Aalst · Aardenburg · Acquoy · Aerdt · Agistaldaburg · Ahof · Aldenhaag · Aller · Ambe · Ammersoyen · Ampsen · Andelst · Angeroyen · Appelburg · Appelse walburg · Appeltern · Arler · Baak · Babberich · Baer · Baerle · Bakerbosch · Balgoij · Barlham · Batenburg · Beek · Beerenclaauw · Bemmel · Bevervoorde · Bergh · Biljoen · Bingerden · Blankenborg (Laren) · Blankenborg · Blauwe Huis · Blokhuis (Ravenswaaij) · Boelenham · Boetselaersborg · Borculo · Boswaai · Brakel · Den Brakel · Den Bramel · Bredevoort · Broekhuizen · Bronkhorst · Bruchem · Bruinhorst · Brunsberg · Bulkestein · Bunswaard · Burcht van Tiel · Buren · De Buurse · Byland · Byvanck · Caetshage · Camphuysen · De Cannenburch · de Cloese · Coldenhove · Culemborg · Dedinckweerd · Delwijnen · Didam · Diepenbroek · Hof te Dieren · Huis Dijck · Dikke Tinne · Doddendaal · Dodewaard · Doornenburg · Doornik · Doorwerth · Dooyenburg · Dorth · Doseburg · Drakenburg · Dreumel · Druten · Duivelshuis · Eerbeek · De Ehze · Elburg · Eldrik · Emmerik · Engelenburg · Groot Engelenburg · Engelrode · Enghuizen · Enspijk · De Essenburgh · Essenpas · Est · Fokkinck · Gameren · Geerestein · Geldermalsen · De Gelderse Toren · Geldersweerd · Gellicum · Gendt · Gennepestein · Glindhorst · Goudenstein · ‘s-Grevenhoef · Groot Hell · Groenlo · Groesbeek · Huis te Groesbeek · Grunsfoort · Gulden Spijker · Hackfort · Hackforts Veenhuis · Hagen · Hagevoort · Hamerden · Hanepol · Harreveld · Harslo · Hassink · Het Haveke · Hedel · Heeckeren · De Heegh · Hees · De Heest · Hellouw · Hemmen · Hernen · Motte van Hernen · Heumen · Heusden · Hoekelum · Hoekenburg · De Hoeve · De Hof · Hof d'Ooy · Hof van Arkel · Huis het Holt · Holthuis · Het Holtslag · Ter Horst · Houberg · St. Hubertus · Huissen · Hulhuizen · Hulkestein · Hulsen · Hunneschans bij De Duno · Hunneschans bij Uddel · Jonker Bloo · 't Joppe · De Kamp · Karssenberg · Kemnade · Keppel · Kermestein · Kernhem · Kervel · Kiefskamp · De Kinkelenburg · Klein Enghuizen · Kleverburg · Kortenhoeve · Laag Helbergen · Lakenburg · Landfort · Langen · Latenstein · De Lathmer · Lathum · Ter Lede · Leegpoel · Leemcuyl · Leeuwen · Leeuwenbergh · Lensenburg · Lent · Leur · Leuvenum · Leyenburg · Lichtenvoorde · Lievenstein · Loenen · Loevestein · Loil · Loowaard · Luynhorst · Hof te Maasbommel · Magerhorst · Malburgen · Malderburcht · Malsen · Manhorst · Marhulsen · De Marsch · Marveld · Mathena · Maurik · Medel · Medestein · 't Medler · Meinerswijk · De Mellard · Mensink · Mergelp · Meteren · 't Meyerink · Middachten · Millingen · Mussenberg · Nagelhorst · Nederhagen · Nederhemert · Neerijnen · Huis Neerijnen · De Nesch · Nettelhorst · Nieuwe Blokhuis ·  Nijburg · Nijenbeek · Old Putten · Notenstein · Nye Huis · Olde Spijker · Oldenaller · Oldenhof (Driel) · Oldenhof (Heteren) · De Ooij · Oolde · Oud Oolde · Oosterhout · Ophemert · Opijnen · Oud Ampsen · Oude Blokhuis · Het Oude Loo · Oude Voorst · Oudenborch · Oud-Wisch · Huis te Overasselt · Overeng · Overhagen · Overlaar · 't Oye · Palmestein · De Parck · Persingen · Plekenpol · Ploen · Pluimenburg · Poederoijen · Poelwijck · Poelwijk · De Pol (Dreumel) · Huis de Poll (Huis te Gietelo) · De Poll (Huissen) · Pollenbering · Pollenstein · Puttenstein · Het Raasink · Ravenhorst · De Rees · Ressen · Reuversweerd · Reygersfoort · Rhijnestein · Huis Rijswijk · Rode Toren · Roode Wald · Rosande · Rosendael · Rossum · Rumpt · Ruurlo · Rijsselt · Schadewijk · Schaffelaar · Scherpenzeel · Schoonbroek · Schoonderbeek · Schoonenburg · Schuilenburg · Schuilkerke · Hof te Seelbeek · Sevenaer I · Sevenaer II · Sinderen (Oude IJsselstreek) · Sinderen (Voorst) · Slangenburg · Sleeburg · Slimsijp · De Snor · Soelen · Spaansweerd · Spaldorp · Spijk · Staverden · Sterkenburg · Swanepol · Tarthorst · Teisterbant (Kerk-Avezaath) · Teisterbant (Kerkdriel) · Ter Dicke · Tolhuis · Tolhuis (Tiel) · Tollenburg · Tongerlo · Toren van Wely · Tuil · Ubbergen · Uilenburg (Ewijk) · Uilenburg (Heteren) · Ulenpas · Ulft · Upladen · Valburg · Valkhofburcht · Valkhofpalts · Vanenburg · Varik · Hof te Varsseveld · 't Velde · Velhorst · Verwolde · Vierakker · De Voorst · Voorstonden · Vorden · Vosbergen · Vredenburg · Vredestein (Driel) · Vredestein (Ravenswaaij) · Vuren · Waardenburg · Waddestein · Wadenoijen · Waede · Wageningen · Walfort · 't Waliën · De Wardt · Watergoor · Watermeerwijk · Wayenstein (Huis te Herwijnen) · Well (Huis van Malsen) · Weijenrade · Westenburg · Westerholt · Weurt · De Wiersse · Wijenburg (Echteld) · De Wildenborch · De Wildt · Wilp · Wilperhorst · Winssen · Wisch · Wychen · Wolfswaard · Woolbeek · Yrst · IJzendoorn · Zeeland · Zilveren Spijker · Zuilichem · Zwaluwenburg · Zwanenburg (Heerde) · Zwanenburg (Megchelen)